# 정은순
정은순(鄭銀順, 1971년 7월 18일 ~ )은 대한민국의 은퇴한 농구 선수로 선수 시절 포지션은 센터다.  수원 삼성생명 비추미와 대한민국 여자 농구 국가대표팀 선수로 활동했으며, 현재 KBS N 스포츠 농구 해설 위원으로 활동 중이다.
인천송현초등학교, 인성여자중학교, 인성여자고등학교를 졸업하고 1990년 실업 팀 삼성생명에 연고 선수로 입단했다. 1990년 아시안 게임과 1994년 아시안 게임에서 금메달을 획득하는 등 여자 농구 국가대표팀 센터로 활약했다. 정통 골밑 플레이를 앞세워 실업 팀 입단 2년차부터 여자농구 대표 센터로 활약했다. 농구대잔치에서 여자득점 2위, 리바운드 1위의 기록을 가지고 있으며 특히 리바운드는 남녀 통틀어 3위를 차지했다. 여자농구 첫 공식 은퇴식을 갖고 현역에서 은퇴했다. 피벗과 두뇌플레이, 리바운드에 능했고, 패스나 드리블 등 기본기도 뛰어났다. 점프하기보다는 제자리에서 하는 블록슛이 특기였다. 힘은 좋은 편이었으나, 박찬숙에 비하면 발걸음은 빠른 편은 아니었다. 농구대잔치 사상 유명 센터 가운데 박찬숙과 어깨를 나란히 한다는 평가를 듣기도 했다.

## 출신학교
- 인천송현초등학교
- 인성여자중학교
- 인성여자고등학교

## 에피소드
- 중학생 때 최연소 청소년 대표에 발탁됐고, 여고생 국가대표 리스트의 마지막을 장식했다. 이후 곽주영이 국가대표 예비엔트리에 들었다가 최종엔트리에 제외됐는데도 `정은순 이후 10년 만에 나온 여고생 국가대표 후보'라는 점이 이슈화될 정도였다. 정은순 이후 포지션을 불문하고 국가대표 최종엔트리에 들어간 여고생은 없었으나 박지수가 그 명맥을 이었다.

- 실업 데뷔 당시 정은순은 고교 동창인 유영주와 공동 신인왕을 차지하며 단독 신인왕 관례를 깼다.

- 1994-1995 농구대잔치는 유영주가 정선민 김지윤과 활약한 SKC가 우승했지만 최우수선수(MVP)는 우승 팀에 돌아가는 관례를 깨고 정은순이 차지했다.

- 1997년 태국에서 열린 아시아여자농구선수권대회(ABC대회)에서 정은순은 동기 유영주와 함께 무패 우승을 일구어냈고 대회 MVP를 거머쥐었다. (유영주와 공동수상)

- 1999년에 한국여자농구연맹(WKBL) 최초의 트리플더블을 기록했고 이것은 남녀 통틀어 센터로서는 첫 기록이었다(서장훈도 득점, 리바운드, 블록으로 트리플더블을 기록하긴 했지만, 트리플더블의 기준은 보통 득점, 리바운드, 어시스트가 10개 이상인 것을 트리플더블로 인정한다.

- 1999년 후반 부상과 체력저하가 겹치면서 팀에서도 활약도가 떨어졌고 1999년 시즈오카 ABC 대회에서는 활약이 저조했다는 평가를 받았다. 하지만 일단 올림픽 출전을 확정하고 부상과 체력문제를 보완한 뒤 2000년 하계 올림픽에선 국가대표팀 주장을 맡아 노련미에 근거한 플레이를 보여줬다. 시드니 올림픽에서는 완벽하게 팀을 조율하고 맏언니로서 팀을 이끌어 4강이라는 신화를 만들어 냈다. 이것은 박찬숙이 성정아등을 이끌고 LA올림픽에서 은메달을 딴 활약과 비견된다.

- 미국팀의 명 포워드 셰릴 스웁스는 올림픽 최악의 경험으로 한국팀과의 경기에서 상대 센터(정은순)가 바운드된 볼을 골밑동료(이종애)에게 노룩백패스를 하여 득점으로 연결될때까지 우리가 아무것도 할 수 없이 바라만 봐야 했던 순간이라고 회상했다.

- 2000년 시드니올림픽 후에는 국내무대에서도 드리블후 완벽한 피벗과 농구센스로 골밑을 점령하던 예전과 크게 다를바 없이 외국용병센터들을 상대로도 더블더블의 활약을 하는등의 기량을 선보였다. 정은순은 농대 초창기에도 미들슛이 좋았으며, 미들슛으로도 국제대회에서 본인이 한국팀을 승리로 이끈 경기가 있을정도로 미들슛도 좋은 선수였고 그녀의 주 공격방법 중 하나였습니다.

- 2003년 현역 은퇴.

- 은퇴 후에는 여자농구 장내해설자를 맡기도 하고 '정은순 농구교실'을 여는 등 농구인으로서의 삶을 살고있다.

### 은퇴 논란
- 2003년 7월 7일 공식은퇴를 했으나 본인 의사와 무관한 구단의 일방적인 은퇴로 언론기사로 확인되어 논란이 있었다.[1][2][3][4] 그 이후 2006 여름리그까지 우승에 실패했고 정은순이 없는 동안 2002여름리그부터 2005겨울리그까지 챔피언결정전에 진출하고도 준우승에 그쳐 일부 여자농구 팬들 사이에 정은순 징크스(혹은 정은순의 저주)라 불리기도 했다.[5]

## 수상

### 국가대표팀
- 1990년 아시안 게임 농구 여자 –  금메달
- 1994년 아시안 게임 농구 여자 –  금메달

### 개인
농구대잔치
- 2× 농구대잔치 MVP: 1995, 1997
- 농구대잔치 신인상: 1992

WKBL
- 3× WKBL 정규리그 MVP: 1998 여름, 1999 여름, 2000 겨울
- 3× WKBL 베스트 5: 1998 여름, 1999 여름, 2000 겨울
- 2× WKBL 리바운드상: 1998 여름, 2000 겨울
- WKBL 자유투상: 1999 겨울
- WKBL 블록상: 1998 여름
- WKBL 우수수비선수상: 2001 겨울
- WKBL 올스타전 MVP: 2008

## 참조
1. ↑  여자농구 간판스타 정은순 은퇴식, <<연합뉴스>>, 2003년 7월 7일
2. ↑  정은순 “더 뛰고 싶은데…” 파문 일듯[깨진 링크(과거 내용 찾기)], <<국민일보>>, 2003년 7월 8일
3. ↑  "뛸 수 있을 때까지 뛰고 싶습니다" , <<오마이뉴스>>, 2003년 7월 11일
4. ↑  정은순 은퇴번복 해프닝 전말[깨진 링크(과거 내용 찾기)], <<점프볼>>, 2003년 9월 23일
5. ↑  삼성생명, 정은순 징크스? 보관됨 2016-03-04 - 웨이백 머신, <<KBS>>, 2005년 3월 17일